# SketchUp
SketchUp este un program de grafică 3D disponibil în două versiuni freeware și pachet pro Software proprietar.
El poate fi folosit pentru crearea modelelor 3D, mapare UV, texturare, animatie, și randare fiind cunoscut pentru ușurința de folosire.
SketchUp este disponibil pentru câteva sisteme de operare Microsoft Windows, Mac OS X, și Linux prin intermediul Wine.

## Istoric
Inițial programul a fost dezvoltat de firma @Last Software ca fiind un program 3D pentru toată lumea. În 2006 a fost achiziționat de către Google. În 2007, odată cu versiunea 6, a fost introdus un nou modul LayOut creat pentru aranjarea în pagină și prezentări. Acest modul este inclus în pachetul Pro.
În 2012 a fost achiziționat de firma Trimble.

## SketchUp și Ruby
Începând cu versiunea 4, Sketchup suportă extensii software prin intermediul limbajului de programare Ruby.